# ドクター・バン
ドクター・バン（Doctor Ban）は、松本零士の漫画・アニメ『銀河鉄道999』、ならびにその派生作品などに登場する架空の人物。

## キャラクター概要
メーテルの父にしてプロメシュームのかつての夫。1990年代以降の作品では、メーテルとエメラルダスが姉妹と設定されたことにより、2人の父となっている。プロメシューム曰く「反機械化世界を目指した裏切り者」。こうしたセリフから彼女の機械化政策に反対し対立などがあったとみられるが、派生作品を含めそうした経緯や詳細な人物像は描かれておらず、TVアニメにおけるプロメシュームのセリフで彼女に逆らい、野に下ったことが語られる程度である。講談社から出ていた映画1作目のフィルムコミック第4巻での人物紹介では、「機械人間の社会を嫌って星を出た」とされている。
『999』作中では既に体は滅していたため、原作と映画1作目においてメーテルが持つペンダントに付けられたカプセルに身をやつしていた。TVアニメでは999号の終着駅・惑星プロメシューム都心部から離れたところに巨大なクリスタルの結晶が屹立する場所があり、それを模した建物の一室に安置されていた。このカプセルは機械帝国の首都とされる大母星や機械化母星を破壊する力を持っている。また、「暗黒星メフィストの黒騎士」及び「装甲惑星」のエピソードでは、重傷を負ったメーテルの傷を治癒するなど、特殊な力もある。

## 外観・デザイン
『999』原作及び映画1作目では黒いカプセル型の形状をしており、前面と後面には松本作品で定番の多針メーターが配され、青白い光を放っている。TVアニメではデザインが異なり、白っぽい色をした菱型で真ん中に赤い玉がついたものに変更されている。『宇宙交響詩メーテル』では『999』原作及び映画1作目のデザインを踏襲しているが、色は黒っぽいグレーとなっている。
声を出して話す時は、メーター部分が点滅する。TV版では菱形のペンタントにはめ込まれた赤い玉の部分が点滅する。原作および映画第1作で登場したカプセルは『999』DVD-BOX5「時間城の海賊」の封入特典として立体化され、設定からリアルに再現したものとなっている。
生身の人間だった頃の姿は原作・アニメともに描かれていないものの、スピンオフ作品やゲームなどで描かれているものもある（後述）。

## 劇中での登場
銀河鉄道999
『999』原作の漫画、TVアニメ、および映画1作目『銀河鉄道999 (The Galaxy Express 999)』で登場。娘のメーテルに、機械化惑星と機械帝国の女王にしてかつての妻・プロメシュームを滅ぼすよう指示をする。
初登場は漫画及びTVアニメ第1話で、鉄郎とメーテルが泊まったホテルの一室にあるバスルーム内でのメーテルとの会話シーンだが、声だけであり、初めて正体が明かされたのは原作の漫画が連載中に公開された映画1作目。
当初はその指令をメーテルが実行していたが、映画1作目の最終局面では機械帝国の機能停止と引き換えに自分自身を殺すこと（機械化母星はメーテル自身のもうひとつの身体である）に悩むメーテルに代わり星野鉄郎が実行し、TVアニメではメーテルと鉄郎により指令が実行された。なお、原作ではメーテルが一人で実行している（詳しい経緯はプロメシュームの項を参照）。また「C62の反乱」（TV版69話）では、鉄郎が指令を実行するのにふさわしい少年かどうかをテストすべく、「時間を食べるテスト」として999から機関車を切り離した状態で1日以上停止させたこともあった。
TVアニメでは、この他にメーテルが通信室や掌サイズの通信機などを利用してバンと会話を交わす場面が追加された。
プロメシュームからは、原作と映画1作目においては機械帝国の「裏切り者」と罵られている。またTVアニメではカプセルと化した姿を「気味が良い」とあざ笑われ、更には「ええい黙れ黙れ！」と床に叩きつけられるなどしており、いかにも悪し様に扱われている。一方で原作及びTVアニメではプロメシュームが「あなた」と呼びかけている他、映画1作目においては「生きた部品で構成された惑星メーテルが破壊できるとお思いか？」と敬語で詰問するなど、かつての夫であることをプロメシュームがなおも意識している様子を表した台詞もある。
メーテルレジェンド
メーテルとエメラルダスの父であり、1000年周期の軌道から離れて寒冷化していく惑星ラーメタルの住民（ラーメタル人）のために人工太陽を作ったが、惑星や住民の機械化を進めようとする機械化人の科学者・ハードギアの謀略により、カプセルの姿に変えられてしまったことが示唆されている。999に乗ってラーメタル星を離れるメーテルへの餞別の品として、プロメシュームから黒い喪服と共にカプセルを付けたペンダントとして渡される。
宇宙交響詩メーテル 銀河鉄道999外伝
メーテルの傍に寄り添う猫として登場。最終回で猫の体が黒焦げになってしまうが、その中からカプセルが出てくる。彼は猫の姿を借りて娘のメーテルを見守り続けていたのだった。

## ゲームでの登場
プレイステーション用ゲーム『松本零士999 〜Story of Galaxy Express 999〜』では、かつては冥王星に研究所を構えて義手や義足の一種として機械化の研究を行っていたとされており、世間からは死んだと思われている。また、この星で墓守をしている機械化人の女性・シャドウから肉体の機械化を依頼されたものの「自分の研究は体の不自由な人を助けるためであり、健康な体を機械の体にすることには反対」という考えからそれを断ったことや、大墓地近くで女性の凍死体が見つかる事件の犯人がシャドウではないかという噂を聞いて悲しい思いをしていたことなどを日記に綴っていた。
このほか、『ミライザーバン』のバン一族とも友人で彼の名を譲り受けたとされていたり、トチローなどと共に松本の作品世界における「宇宙五大頭脳」の科学者としてその名が挙げられているなど、オリジナル設定が追加されている。

## 人間時代の容貌
『新竹取物語 1000年女王』に登場する鉄郎そっくりの少年｢雨森始｣と同一人物とする説は根強くあり、松本零士監修のさまざまな関連書籍でそうした記述を確認できる。ただし、始が弥生（プロメシューム）のいる惑星ラーメタルへ渡ったことが描かれている作品はない。
『メーテルレジェンド』作中で、プロメシュームが一家4人で暮らしていた時のことを回想する場面において、生身の体だった頃のバンの姿が映るが、始とは顔や姿が全く異なっており、白衣を着た学者のような姿となっている。またハードギアの謀略によりカプセルにされたことを示唆するシーンでは、アップで映されたカプセルの前に重なるイメージ映像で人間時代の顔が映っている。
ゲーム『松本零士999』のオープニングムービーで、「宇宙五大頭脳」が登場するシーンでも生身の人間の姿でトチローの左側に描かれているが、やはり始とは姿が異なっている。この作品では義手や義足の開発をしていたという医学者的な性格付けがされており、同シーンでは胸に赤十字が描かれた白衣を着用している。メーテルの登場も予定されていたアニメ『わが青春のアルカディア 無限軌道SSX』ではドクター蛮（ばん）という医者のキャラクターが登場しており、『松本零士999』での風貌は『SSX』の蛮のそれを踏襲したものとなっている。

## 声優
- 納谷悟朗（映画『銀河鉄道999』、1998年のラジオドラマ『銀河鉄道999』、『松本零士999』）
- 田中崇（テレビアニメ『銀河鉄道999』）

ただし当初のクレジットは謎の声であり、正体が明らかになる第112話及び最終回エンディングのクレジットでもメーテルの父となっている。メーテルからは「お父様」、妻であったプロメシュームからは夫を呼ぶ時の「あなた」と呼ばれており、劇中でもドクター・バンの呼称はない。最終回から1年後の1982年4月5日に放映された総集編クレジット表記では田中康郎となっているが、これは誤りである。
- 松本零士（FLASHアニメーション『銀河鉄道999』）

東映アニメBBプレミアムで配信中のwebアニメにおいて、メーテルに指令を下す謎の声として原作者の松本が声を当てている。
- 竹本英史（テレビアニメ『宇宙交響詩メーテル 銀河鉄道999外伝』）

最終回でメーテルに話しかける場面以外は台詞がなく、竹本はハーロックでクレジットされているためにクレジットはない。